# ناپل
ناپل (به فرانسوی: Naples) یا ناپولی (به ایتالیایی: Napoli) سومین شهر بزرگ ایتالیا با حدود یک میلیون نفر جمعیت است. شهر ناپل مرکز ناحیه کامپانیا و استان ناپل و در واقع مرکز اقتصادی و فرهنگی جنوب ایتالیاست و در کل منطقهٔ شهری این کلان‌شهر بین ۳ الی ۴٫۴ میلیون نفر زندگی می‌کنند.
این شهر در آغاز یک شهرک یونانی به نام نئوپولیس بود و بعدها تحت تسلط جمهوری روم درآمد. از اواخر قرون وسطی تا سدهٔ ۱۸ میلادی این شهر جزء یکی از شهرهای مهم و بزرگ اروپا به‌شمار می‌رفت. تاریخ سیاسی ناپل از زمانی که در ادوار مختلف به پایتخت امپراتوری‌های جنوب ایتالیا انتخاب شد، شکل گرفت. بسیاری از ساکنان ناپل، ایتالیایی را به شدت با لهجه‌ای متفاوت از ایتالیایی استاندارد صحبت می‌کنند.
در داخل ناپل بناها و آثار ارزشمند معماری و تاریخی موجود است و به همین دلیل در ۱۹۹۵ تمام قسمت قدیمی شهر جزء میراث جهانی یونسکو به ثبت رسید. نمای شهری این شهر به شدت ناهمگون است به‌طوری‌که در یک نگاه ساختمان‌ها و آسمان خراش‌های مدرن و رفیع و در کنار آن کوچه‌های تنگ و قدیمی به سبک شهر قدیمی در کنار هم به چشم می‌خورد. در قسمت غربی در مرکز این شهر به وضوح تمرکز ثروت دیده می‌شود.
ناپل بر سراشیب کوهپایه‌های رشته کوهی قرار گرفته‌است که خلیج ناپل را در دهانه دریای مدیترانه، محصور می‌کند. آتشفشان وزوو از شهر قابل مشاهده‌است، وزوو همان آتشفشانی است که شهر پمپی را در سال ۷۹ میلادی زیر گدازه‌ها مدفون کرد.
در ناپل علاوه بر یک بندر بزرگ برای کشتی‌های مسافری و تجاری، چندین بندر کوچکتر برای کشتی‌های ماهیگیری و تفریحی وجود دارد. در کنار صنعت اصلی که توریسم می‌باشد، ناپل دارای صنایع کشتی سازی، مواد شیمیایی، غذایی، دستکش، آهن، فولاد و ماشین‌سازی است. ناپل به جهت زندگی رنگین خیابانی، غذاها (محل پیدایش اسپاگتی و پیتزا) و ترانه‌هایش بالاخص سبک بل کانتو معروف است. موزه ملی ناپل به جهت دارا بودن نقاشیهای بسیار زیاد یونانی و رومی و مجسمه‌های یافت شده از شهر پمپی، هرکولانیوم و حومه شهر، در جهان مشهور است.
این موزه همچنین دارای مجموعه‌ای غنی از نقاشی‌های باارزش فرانسوی متعلق به دوران سلطهٔ دودمان‌های فرانسوی آنژو و بوربون بر ناپل است. علاوه بر دانشگاه، ناپل دارای مؤسسه آموزش نیروی دریایی، مدرسهٔ زبان‌های خارجی، هنرستان موسیقی و آکادمی هنرهای زیبا نیز می‌باشد.

## نام
نام این شهر در زبان ایتالیایی ناپولی [ˈna:poli] است، همچنین ساکنان ناپل، نام این شهر در لهجهٔ ناپلی را در آنجا بکار می‌برند، این شهر در لهجهٔ مردمانش ناپوله
خوانده می‌شود.
ریشهٔ لغوی نام کنونی شهر، از کلمهٔ یونانی نئوپولیس
می‌آید که از دوبخش نئو به معنای جدید و پولیس به معنای شهر تشکیل شده و ریشه در زبان یونانی داشته و به معنای «نو شهر» می‌باشد و مربوط به زمان ساخت و بنا نهاده شدن اولیهٔ این شهر توسط یونانیان است. این نام در زبان فارسی نئوپولیس تلفظ می‌شود.

چشم‌اندازی از خلیج ناپل از فراز قلعهٔ سنت المو

## پیشینه

### ناپل در دوران یونان و روم
در حدود سدهٔ هفتم قبل از میلاد در طی روند مهاجرتی یونانی‌ها به کشور ایتالیا، آن‌ها شهرک پارته نوپه را در نزدیکی شهر کومای، در منطقه‌ای از شهر امروزی ناپل که سن فردیناندو نامیده می‌شود، بنا کردند. این شهرک در دامنهٔ تپه‌ای به نام پیتزوفالکونه ساخته شد. در حدود ۵۳۰ قبل از میلاد در شمال شرقی بندرگاه شهری متولد شد که کم‌کم تا سال ۴۷۰ قبل از میلاد پارتنوپه را در خود بلعید و از آن زمان شهرک پارتنوپه به نام شهر قدیم لقب گرفت و در واقع به محله‌ای از شهر تازه احداث شده تبدیل شد. این شهر جدید (به یونانی: Neapolis) در موقعیت امروزی شهر قدیم ناپل واقع شده. این شهر جدید تا قرن‌ها جزء شهرهای موفق ایتالیا و یونان بزرگ بود.
تاریخ کامپانیا در قرن چهارم قبل از میلاد تحت تأثیر امپراتوری در حال ظهور جمهوری روم قرار گرفت، به‌طوری‌که در سال ۳۲۸ قبل از میلاد روم قصد نوعی سلطهٔ حکومتی بر ناپل را داشت که ناپل آن را نپذیرفت. در نتیجهٔ روم، سپاهی به سمت ناپل گسیل کرد تا خواسته اش را برآورده کند. پس از ۲ سال در سال ۳۲۶ قبل از میلاد یک پیمان صلح بین ناپل و جمهوری روم امضا شد که طبق آن ناپل دارای یک خودمختاری و استقلال مطمئن در امور داخلی و خارجی می‌شد. به این شکل یونانی‌ها توانستند تا مدت‌ها در زمان رومی‌ها در ناپل به عنوان ملتی تأثیرگذار باقی بمانند و شهرشان تا حدود ۲۵۰ سال به صورت رسمی یک شهر خودمختار باقی‌ماند. پس از آنکه ناپل در جنگ داخلی روم (۸۸–۸۲ قبل از میلاد) در سمت اشتباه ایستاد، توسط لوسیوس کورنلیوس سولا که یک ارتشبد و سیاستمدار رومی بود به عنوان یکی از استان‌های وابسته به جمهوری روم ضمیمه شد. حتی با وجود انجام اقدامات رومی‌سازی که در شهرهای روم انجام شد، ناپل در دوران سزارهای رومی هم به وضوح از یک فضا و فرهنگ یونانی برخوردار بود. محققان دربارهٔ تعداد ساکنان ناپل در دوران روم باستان این‌گونه حدس می‌زنند که چیزی حدود ۱۶۰۰۰ تا ۳۰۰۰ نفر در آن زمان در این شهر زندگی می‌کرده‌اند.

چندین اثر که نه تنها از دوران یونان بلکه از دوران سلطهٔ روم بر ناپل در آنجا باقی‌ماندند عبارتند از؛ قسمت‌هایی از دیوار شهر که در دوران روم مستحکم تر شد، آثار به جای مانده از بناهایی با معماری آکروپولیس در منطقهٔ پیتزابلینی در شمال غرب شهر قدیم، عتیقه جات موجود در موزهٔ ناپل (به ایتالیایی: Museo dell’Opera di Santa Chiara) و باقی‌ماندهٔ آمفی‌تئاتر رومی. میدان اصلی شهر (به ایتالیایی: Piazza San Gaetano) درست در همان جایی قرار دارد که قرن‌ها پیش توسط بانیان شهر ساخته شد و در آنجا می‌شود هنوز ستون‌هایی مربوط به معبدی یونانی و در زیر زمین ساختمان‌هایی با کاربری بازار از دوران روم را مشاهده نمود. پیاده‌روهای شهر قدیم هنوز هم شبیه به شهرهای باستانی است. کامپانیا در طول دوران شکوه روم نه تنها به عنوان منطقه‌ای مهم از لحاظ تولیدات کشاورزی مثل غله یا شراب ، مهم به‌شمار می‌رفت بلکه به عنوان تفرجگاه اصلی طبقهٔ اشراف نیز شناخته می‌شد. از این‌رو در اطراف ناپل مکان‌های مجلل باستانی مثل حمام‌های آب گرم رومی و بقایای ویلاهای لوکس یافت می‌شود.

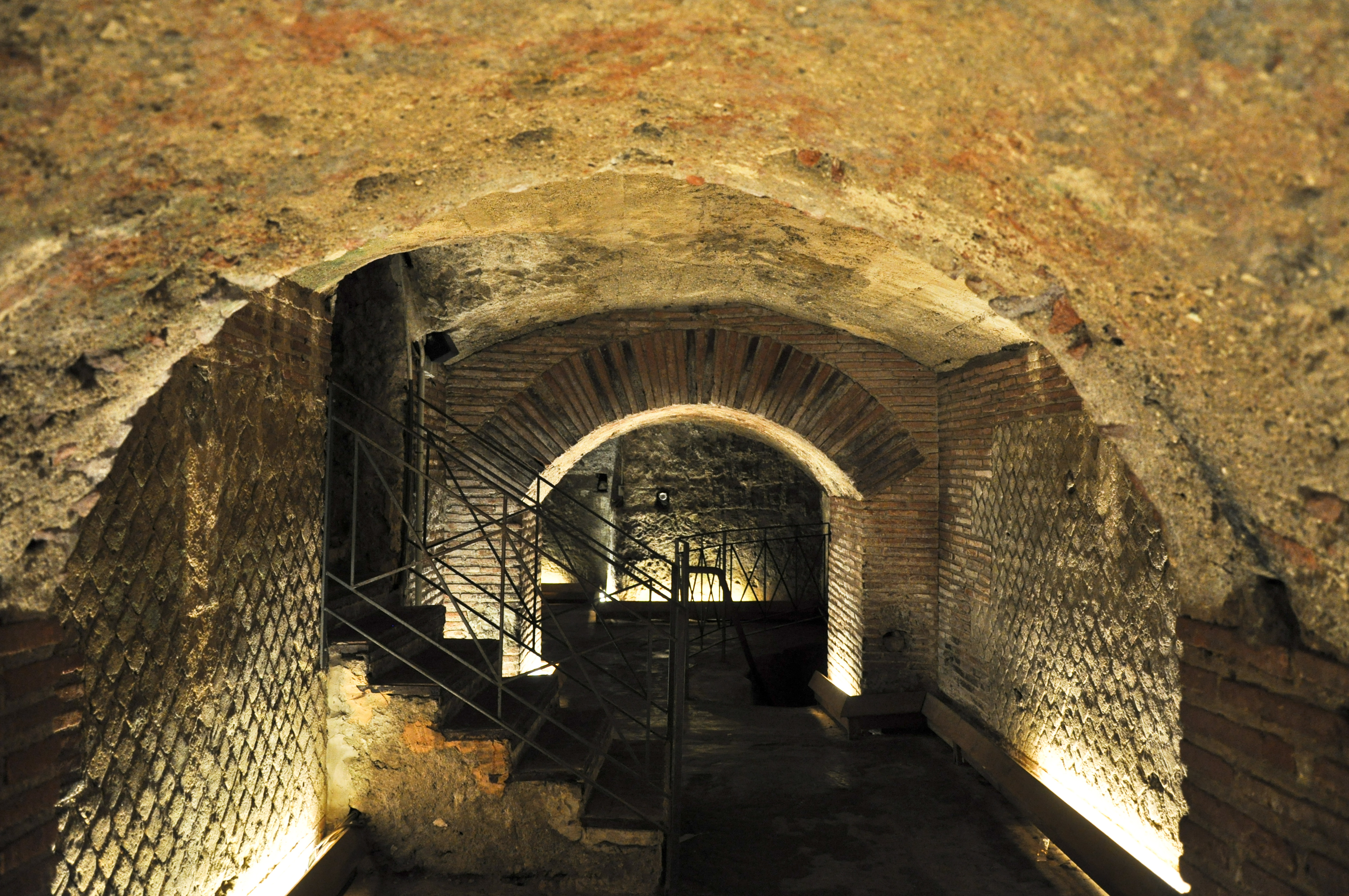
یک راهرو مربوط به آمفی تئاتر رومی در ناپل

### اُدوآکر، گوت‌ها و روم شرقی
در ۴۷۶ میلادی اودوآکر، آخرین امپراتور روم غربی را خلع کرد و در حقیقت با پشتوانهٔ امپراتور کنستانتینوپولیس یا همان روم شرقی، به‌طور رسمی خود را rex Italiae یا پادشاه ایتالیا خواند و چندین سال در واقع به‌طور خودمختار فرماندار ایتالیا تحت نظر امپراتوری روم شرقی بود و در این حین شهر ناپل نیز در حقیقت جزئی از قلمرو حکومتی او به‌شمار می‌رفت. در۴۹۳ میلادی ناپل پس از یک جنگ ۴ ساله حکومت گوت‌ها را به رهبری تئودوریک بزرگ پذیرفت. این سلطه تا ۵۳۶ میلادی دوام آورد. در سال ۵۳۶ میلادی، ناپل که شهری مهم برای روم شرقی به‌شمار می‌رفت بوسیلهٔ نیروهای نظامی روم شرقی و طی یک محاصرهٔ طولانی تسخیر شد. فرماندهٔ مشهور رومی، بلیساریوس از طریق کانالهای آبرسانی زیر زمینی شهر صدها سرباز را به داخل شهر فرستاد و از این طریق ناپل را تسخیر نمود. البته گوت‌ها توانستند چندی بعد در ۵۴۳ میلادی، با یک قیام دوباره شهر را پس بگیرند ولی در۵۵۳ میلادی، رومی‌ها دوباره شهر را تصرف کردند و بدینوسیله در ایتالیا تاریخ باستان به پایان رسید.

### لمباردها و بیزانس، دوک نشین ناپل

منطقهٔ دوک نشین ناپل (Ducato di Napoli) در کامپانیا

از ۵۶۸ لمباردها شروع به تسخیر ایتالیا نمودند و در ۵۸۱ شهر بنونتو را تصرف کردند. مناطقی که در تصرف بیزانسی‌ها باقی‌مانده بود زیر فشار حملات لمباردها دوام آورد یکی از این مناطق ناپل بود. در ۶۶۳ میلادی بیزانس در تلاشی بیهوده سعی کرد تا از طریق ناپل بنونتو را تصرف کند. بیزانس که از سال ۶۶۳ با قدرت گرفتن اعراب منطقه و حملات اسلاوها از بالکان روبرو بود، به تدریج اروپای غربی تا حدی از کنترلش خارج شد، در ۶۹۸ میلادی به‌طور کامل کارتاژ را از دست داد. دوک نشین ناپل در اواخر سدهٔ ۸ میلادی عملاً به صورت خودمختار، در مقابل دوک نشین‌های بنونتو و ساله رانو، که قصد تسخیر شهر را داشتند ایستاد.
در سال‌های اولیهٔ هزارهٔ دوم میلادی ناپل از بیزانس مستقل بود، البته شهر در شرف تغییراتی بود. همانگونه که بسیاری از شهرهای ایتالیا به‌طور فزاینده‌ای برای استقلال از دوک‌ها می‌جنگیدند در ناپل نیز حرکاتی صورت گرفت. اخبار در این باره بسیار محدودند اما در تاریخچه‌ها از دو قیام در سال‌های ۱۰۱۵ و ۱۰۴۲ سخن گفته شده در ۱۱۳۴ دوک نشین متوجه شد که باید با ناپلی‌ها به توافق برسد. دوک سرجییوس هفتم مجلسی متشکل از طبقهٔ اشراف، متوسط و پایین جامعه تشکیل داد. دوک برای اشخاص و اموالشان مصونیت اعلام کرد، تمام متمم‌های مالیاتی از طرف اشراف را رد کرد، اعلام نمود که اعلان جنگ علیه یک دولت یا انعقاد پیمان‌های دوستی با دولت‌های دیگر ازان پس فقط بوسیلهٔ دوک تصمیم‌گیری نمی‌شود بلکه باید توسط نمایندگان شهر هم به تصویب برسد و بسیاری تغییرات دیگر را اعمال نمود. هنگامی که او در ۱۱۳۷ میلادی از دنیا رفت، توانسته بود در واقع یک جمهوری اشرافی را بنا نهد. اگرچه که اجرای این قوانین فقط تا تسخیر ناپل توسط نورمن‌ها در ۱۱۴۰ ادامه داشت.

### نورمن‌ها

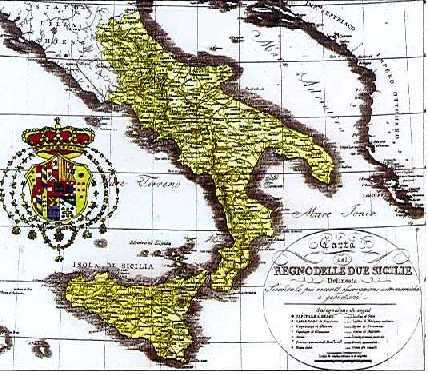
قلمرو پادشاهی سیسیل

نورمن‌ها مردمی بودند که نام خود را از نرماندی یا (منطقه‌ای در شمال فرانسه) یا نورث‌من (به معنای مرد شمالی) گرفته بودند. آن‌ها تحت فرماندهی راینولف درنگوت از سال ۱۰۲۷ میلادی گراف نشینی در آورسا برای اولین بار در تاریخشان دارای سرزمین و قلمروی برای خود شدند که در شمال ناپل قرار داشت. نورمن‌ها که توانسته بودند قدرت قابل توجهی در ایتالیا کسب کنند، تا سال ۱۰۷۱ توانستند تمام جنوب ایتالیا و در ۱۰۹۱ سیسیل را به تصرف خود درآورند . دوک نشین ناپل در حدود سال‌های ۱۱۳۴ تا ۱۱۳۶ میلادی توسط راجر دوم ناپل را به محاصره درآوردند و در نهایت در ۱۱۴۰ ناپل گشوده شد و به پادشاهی سیسیل پیوست. ناپل در این زمان چیزی حدود ۳۰۰۰۰ نفر جمعیت داشت.
البته مهم‌ترین شهر کامپانیا در این زمان سالرنو بود. دو قلعهٔ مهم ناپل به نامهای  دل اوو و کاپوانو در دوران نورمن‌ها بنا شد. شهر ناپل در مقایسه با دیگر شهرها به درجات بالاتری از خودمختاری اقتصادی در هنگام رشد پادشاهی نورمن‌ها دست یافت و جایگاه خود را در آن حکومت مهم‌تر کرد در حالی که آمالفی و گائتا، دو شهر مهم دیگر آن زمان منطقه، جایگاه اقتصادی خود را به تدریج از دست دادند. پادشاه به‌طور غیر مستقیم طی امتیاز ویژه‌ای که به ناپل در سال ۱۱۹۰ اعطا شد بر ناپل نظارت داشت و این نظارت بوسیلهٔ نمایندگانی که کومپالاتزو نامیده می‌شدند انجام می‌شد.

### اشتاوفرها
اشتاوفر ها تحت فرماندهی هاینریش ششم با یک لشکرکشی کوچک توانستند بر بخش‌های عمده‌ای از ایتالیا تسلط یابند در این حین ناپل نیز در سال ۱۱۹۴ سقوط کرد. پسر او فردریش دوم در سال۱۲۲۴ دانشگاه ناپل
را تأسیس کرد که اولین مدرسهٔ عالی دولتی اروپا به حساب آمده و امروزه نیز این دانشگاه به نام او نامیده می‌شود.

### دودمان آنژو

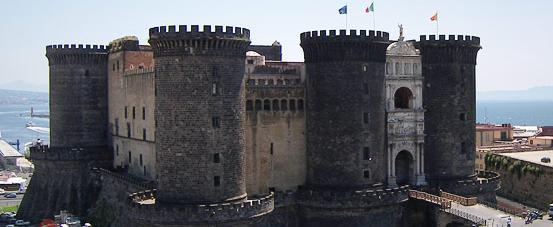
قلعه نوو، اثری از دوران آنژوها در ناپل

سلطهٔ اشتاوفرها پس از مرگ فردریش در ۱۲۵۰ پایان یافت و دودمان فرانسوی آنژو پس از آنکه کارل اول ، پادشاهی سیسیل را تصرف کرد، پادشاهی جدیدی در ناپل تأسیس نمود. پس از یک درگیری سخت میان وارثان اشتاوفرها و آنژوهای تازه‌وارد، آخرین وارث مذکر اشتاوفرها، کنرادین، در سال ۱۲۶۸ در ناپل گردن زده شد و بدین ترتیب آنژوها توانستند به‌طور کامل بر ناپل مسلط شوند. پس از آنکه ناپل توسط خاندان آنژو، پایتخت پادشاهی سیسیل اعلام شد، رفته رفته ناپل جایگاه مهم و قابل توجهی پیدا کرد و توسعه یافت از سال ۱۲۷۰ میلادی کار ساخت دیوار جدید شهر، محله‌های جدید، یک بندرگاه در نزدیکی شرق بازار ناپل و همچنین بسیاری کلیسا آغاز شد. آنژوها دژهای سنت المو و کاستلو دلکارمینه را ساختند. آن‌ها از ۱۲۷۹ میلادی همچنین برای دفاع از بندرگاه و همین‌طور به منظور جایگاه اقامت پادشاه، کاخ نوو(به ایتالیایی: Castel Nuovo) را بنا کردند.
در سال ۱۳۰۰ میلادی، ناپل حدود ۵۰۰۰۰ نفر جمعیت داشت. نیازهای تجملاتی دربار، تجارت را در این شهر رونق داد و بیش از همه فلورانسی‌ها، جنووایی‌ها، ونیزی‌ها، کاتالان‌ها و حتی بازرگانان مارسی در این بازار سهم داشتند و بر آن مسلط بودند. از سال ۱۲۷۸ میلادی، سکهٔ نقره‌ای به نام جیلیاتو ضرب شد که تا پایان سدهٔ پانزدهم میلادی در اروپا از اعتبار بالایی برخوردار بود.

### آراگون، هابسبورگ

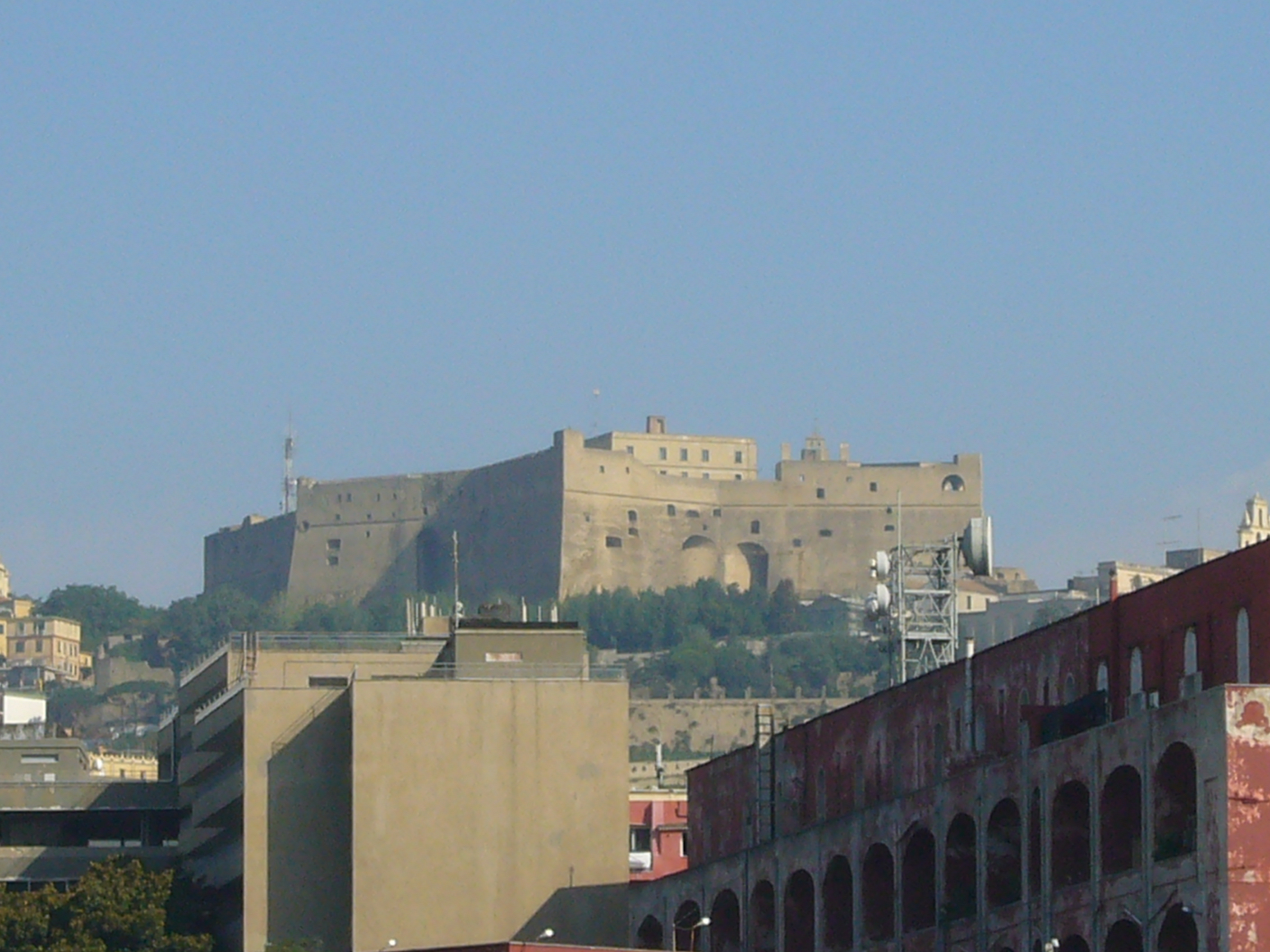
نمایی از قلعهٔ سنت المو بر روی تپه‌ای مشرف به ناپل و ساحل

در سال۱۴۴۲ اسپانیایی‌ها و در واقع دودمان آراگون تجت فرمان آلفونسو توانست بر آخرین پادشاه خاندان فرانسوی آنژو پیروز شود. در این بین بسیاری از قسمت‌های شهر، حومه و دیوار دور شهر خراب شد.
ناپل تحت تسلط آراگونها ارتباطات اقتصادی بسیاری با شبه جزیرهٔ ایبری برقرار کرد، اقتصاد پشتیبانی شد و در نتیجه شهر به مرکز رنسانس و انسان‌گرایی تبدیل شد.
دیوار شهر از جایی که حومهٔ شهر آغاز می‌شد، با برج‌هایی تقویت شد و همچنین دژها مرمت شده و گسترش داده شد.

ناپل پس از سرنگونی آراگونها در تسلط اسپانیایی‌ها باقی‌ماند تا اینکه این تسلط در سال ۱۵۰۳ توسط هابسبورگ‌ها برچیده شد و پادشاهی مستقل ناپل به یک استان خراج‌گزار در امپراتوری هابسبورگ اسپانیایی مبدل گشت. نتن‌ها از لحاظ اقتصادی بلکه از لحاظ نظامی نیز ناپل تحت سیطرهٔ امپراتوری هابسبورگ بود تا جایی که آن‌ها در ناپل ۵۰۰۰ سرباز مستقر کرده بودند. هابسبورگ‌ها همچنین سیستم‌های دفاعی در امتداد ساحل طراحی کردند و دژ سنت المو را در بلندترین نقطهٔ مشرف به شهر بنا نهادند. تحت حکومت نایب السلطنهٔ ناپل مقررات شهرسازی مدرنی به اجرا درآمد به‌طور مثال مرکز قانون‌گذاری ناپل سازمان یافت و در یک مکان مشخص در شهر قرار داده شد، شهر قدیم همچنین مورد مرمت، بازسازی و توسعه قرار گرفت و غیره.
بناهای ساخته شده در دوران تسلط اسپانیایی‌ها در ناپل نتن‌ها به عنوان دژهای دفاعی علیه دشمنان خارجی به‌شمار می‌رفتند بلکه به عنوان نمادهایی برای پاسداری از شهر یا سرکوب شورشیان شناخته می‌شوند. در طول دو قرن بعدی مکان زندگی اشراف‌زادگان ناپلی از شهر قدیم به قسمتی از شهر که توسط اسپانیایی‌ها بنا نهاده شده بود تغییر کرد.
در زمان حکومت اسپانیایی ناپل، برای تسلط بر مردم قیمت نان و میزان مالیات بسیار پایین نگهداشته می‌شد و این به لطف وجود دانشگاه و بندر بین‌المللی ممکن می‌گشت. پس از هجوم جمعیت زیادی از توده‌های فقیر و اشراف‌زاده به ناپل جمعیت این شهر به سرعت افزایش یافته و در سال ۱۷۰۰ به حدود ۳۰۰۰۰۰ نفر رسید که این شهر را در آن زمان در زمرهٔ بزرگترین شهرهای اروپا قرار می‌داد. اما این جمعیت زیاد پیامدهای ناخوشایندی از جمله کمبود بهداشت، رشد جرایم در حومهٔ شهر و افزایش بی‌خانمان‌ها در لایه‌های زیرین جامعه در ناپل شد و هم‌زمان زندگی اشرافی و لوکس در میان اشراف‌زادگان و بازرگانان رونق گرفت و باعث ساخته شدن تعداد بیشماری خانه‌های لوکس که تاکنون نیز موجود هستند شد.
این تحولات بیش از همه در دوران پدرو آلوارز د تولدو صورت گرفت. از سویی نوسازی‌ها و اقدامات شهری و اداری بلند پروازانه‌ای انجام داد، از سوی دیگر اما سرکوبگری‌هایی مانند تفتیش عقاید را در ناپل به اجرا درآورد که در سال ۱۵۴۷ بوسیلهٔ یک قیام مردمی متوقف شد.

### قیام‌ها، جمهوری ناپل، هابسبورگ‌های اتریشی

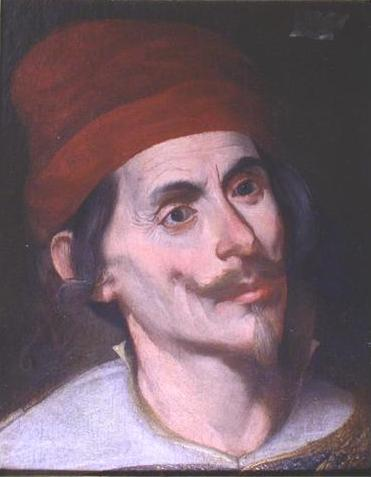
تومازو ماسانییلو، اثر اونوفریو پالومبو در ۱۶۴۷

حکومت پادشاهی هابسبورگهای اسپانیا که تا سال ۱۷۰۷ ادامه داشت در عرض چندین ماه توسط قیام‌ها و ندای جمهوری ناپل فروپاشید. این اتفاقات به عنوان جزئی از بحران‌های سدهٔ ۱۷ میلادی شناخته می‌شوند.
در ژولای ۱۶۴۷ یک تنش اجتماعی ناشی از افزایش مالیات بر سبزیجات تازه به وقوع پیوست.
یک ماهیگیر و میوه فروش ۲۷ ساله به نام تومازو ماسانییلو که رهبری گروه ضد اسپانیایی را در ناپل بر عهده داشت و پس از پیروزی به مدت ده روز زمام شهر را بر عهده داشت، هنوز هم در ناپل دارای محبوبیت است. قیام‌های ناپل زمانی پایان یافت که حاکم اسپانیایی ناپل ماسانییلو را در کلیسای جامع ناپل به قتل رساند.

چندی بعد در اکتبر سال ۱۶۴۷ جمهوری ناپل اعلام موجودیت کرد به ابن امید که فرانسه به حمایت از این انقلاب بشتابد که در عوض ناپل توسط ناوگان کشتی‌های اسپانیایی بمباران شد و رهبران در ۶ آوریل ۱۶۴۸ تسلیم شدند.
در سال ۱۶۴۹ دوباره ناپلی‌ها توسط یک شورش کوچک سرنوشت خود را در دست گرفتند. در سال ۱۶۵۶ کلیهٔ شهر دچار یک طاعون ویرانگر شد که جان هزاران نفر از شهروندان ناپل را گرفت. در این سال رقم قربانیان در روز حتی به ۱۵۰۰ نفر هم نیز رسید.
شمار قربانیان به اندازه‌ای بالا بود که مردم ناپل غارهایی در کوه کندند و مردگان را به صورت دسته جمعی به آنجا منتقل می‌کردند.

به علت جنگ‌ها بر سر جانشینی پادشاه در اسپانیا، در سال ۱۷۰۷ در ناپل دوباره قیامی بر پا شد و در اوت همان سال اتریش بر ناپل مسلط شد و در آنجا دولت تشکیل داد. اتریش اما در سال ۱۷۳۴ ناپل را به شرط اینکه هیچگاه با اسپانیا متحد نشود به شاخه‌ای از دودمان فرانسوی بوربون واگذار کرد.

### بوربون‌ها
پس از آنکه بوربون‌ها در نتیجهٔ جنگ جانشینی در لهستان بااتریش توانستند ناپل را از اتریش بگیرند و تاج تخت اسپانیا را نیز تصاحب کنند، بهسازی‌های بسیار زیادی توسط آن‌ها اتفاق افتاد. تحت حکومت کارل سوم که به نوعی دوباره پادشاهی سیسیل را از سال ۱۷۳۵ تا ۱۷۵۹ بازسازی کرده بود اصلاحات بنیادین سیاسی بوقوع پیوست. کارهایی مانند مبارزه با فساد، مقابله با قدرت کلیسا، تغییرات ساختاری در حکومت و شیوه اداره آن و حمایت از فرهنگ و علوم وغیره. اما او در سال ۱۷۵۹ از سلطنت استعفا داد. پس از وی پسر خردسالش فردیناند چهارم به پادشاهی رسید ولی یک سیاستمدار ناپلی به نام برناردو تانوچی کارهای حکومتی را انجام می‌داد. در سال ۱۷۶۴ یک قحطی به همراه یک اپیدمی گسترده تنها در ناپل ۴۰۰۰۰ قربانی گرفت و در سراسر پادشاهی چیزی بالغ بر ۲۰۰۰۰۰ نفر.
این اتفاقات روند اصلاحات را به عقب انداختند.

### جمهوری پارته نوپه، بناپارت‌ها و پادشاهی دوم سیسیل

پرچم جمهوری پارته نوپه

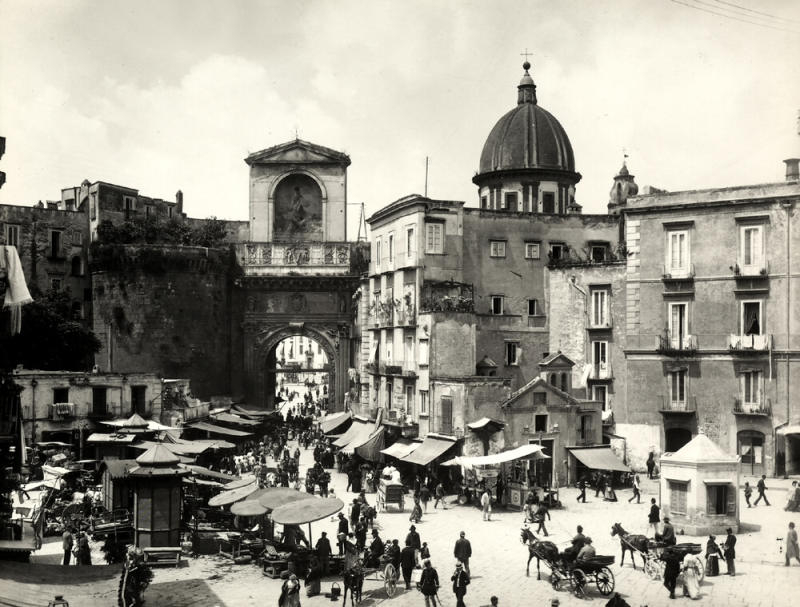
محوطهٔ اطراف میدان Porta Capuana در ناپل، ۱۸۸۱

به خاطر موفقیت‌های کسب شده توسط ناپلئون در لشکر کشی به ایتالیا، خانوادهٔ سلطنتی در سال ۱۷۹۸ به پالرمو گریخت در سال ۱۷۹۹ گروهی از نخبگان جمهوری‌خواه (روشنفکران بورژوائی و اشراف، وکلا، پزشکان، آموزش دیده‌ها در آکادمی‌های نظامی، فرزندان نجیب‌زادگان و روحانیون بلند مرتبه) گرد هم آمدند و برای مدت ۱۴۴ روز در ناپل اعلام جمهوریت کردند.
انقلابیون فرانسوی نیز، ناپل را یک پایگاه مستعد برای فعالیت‌ها و تفکرات روشنگرانه، انقلابی خود می‌دانستند. مفاهیم سیاسی، ایده‌ها و طرز تفکر جمهوری خواهان و اداره کنندگان برای عموم غریب و ناآشنا بود و جمهوری پاته نوپه از عدم توانایی برقراری ارتباط دوطرفه با همهٔ لایه‌های جامعه ضربه خورد.

کمی قبل نیز در فوریه سپاهی موسوم به ارتش با اعتقادات مسیحی متعلق به یک کاردینال به نام فابریتزیو روفو از کالابریا برای مقابله علیه اصلاحات و شروع عصر روشنگری در ناپل حرکت کرده بود. هنگامی که آن‌ها در ۱۳ ژوئن به شهر وارد شدند انقلابیون فرانسوی عقب‌نشینی کردند و بلا فاصله پس از آن درگیری‌های خونین و کشتارهای زیادی توسط نظامیان در ناپل صورت گرفت در این میان چیزی حدود ۱۰۰ نفر نخبگان شهر جان خود را از دست دادند و در نهایت بوربون‌ها به شهر بازگشتند.

در زمستان ۱۸۰۶ بوربون‌هااز قدرت برکنار شدند. این بار توسط فرانسوی‌های ناپل. آن‌ها یک سلطنت مشروطه در جنوب ایتالیا تشکیل دادند که از استقلال نظامی و اقتصادی از فرانسه بر خوردار بود. آن‌ها شهر را سکولاریته کرده و رهبری یک نظام سیاسی مبتنی بر جامعه را بر پایهٔ عقلانیت در دست گرفتند. در آن سال فئودالیسم منسوخ شد، امدادرسانی به فقرا جنبهٔ رسمی گرفت، به تحصیل کودکان بها داده شد و در سال ۱۷۰۷ زمین‌های متعلق به صومعهٔ مشهور ناپل از مالکیت شخصی درآمد و ملی اعلام شد. یک مدیریت مرکزی دولتی ساخته شد و انستیتوهای علمی و فرهنگی بسیاری تأسیس شد. تمام این قوانین البته مقدمه‌ای برای اجرای قانون مدنی فرانسه در سال ۱۸۰۹ بود. در زمان جوزف بوناپارت که برادر بزرگتر ناپلئون بناپارت بود و از سال ۱۸۰۶ تا ۱۸۰۸ بر پادشاهی ناپل حکومت می‌کرد هنوز موقعیت‌های کلیدی را فرانسوی‌ها در اختیار داشتند اما پس از او ژواکیم مورات که از سال ۱۸۰۸ تا ۱۸۱۵ زمام امور را در دست داشت، محافل روشنفکری با روشنفکران ناپلی برگزار کرد. در بارهٔ وضع اجتماعی آن دوران گزارشی از شورای ولایتی ناپل
در سال ۱۸۰۸ موجود است که از فقر و کودکان خیابانی در ناپل در آن دوران سخن می‌گوید؛ ولی علی‌رغم آن در آن دوران در زمینه‌های مختلفی به صورت زیر بنایی سرمایه‌گذاری شد.

پس از سقوط ناپلئون و در پی آن سقوط حکومت بناپارت‌ها در ناپل فردیناند چهارم در ۱۷ ژوئن ۱۸۱۵ به ناپل بازگشت، او دست به تلاش‌های بسیاری زد تا آثار اصلاحات بناپارت‌ها را در ناپل از بین ببرد و همچنین دوباره پادشاهی سیسیل را به پایتختی ناپل بنا کرد. پادشاهی دوم سیسیل تا سال ۱۸۶۱ به حکومت خود بر جنوب ایتالیا ادامه داد تا زمانی که گاریبالدی توانست با متحد شدن با پادشاهی نوپای ایتالیا، آخرین پادشاه سیسیل را به نام فرانتس دوم وادار به تسلیم و این پادشاهی را منسوخ کند.

### پادشاهی ایتالیا، کشوری دوبخشی

پرجم پادشاهی ایتالیا (۱۸۶۱–۱۹۴۶)

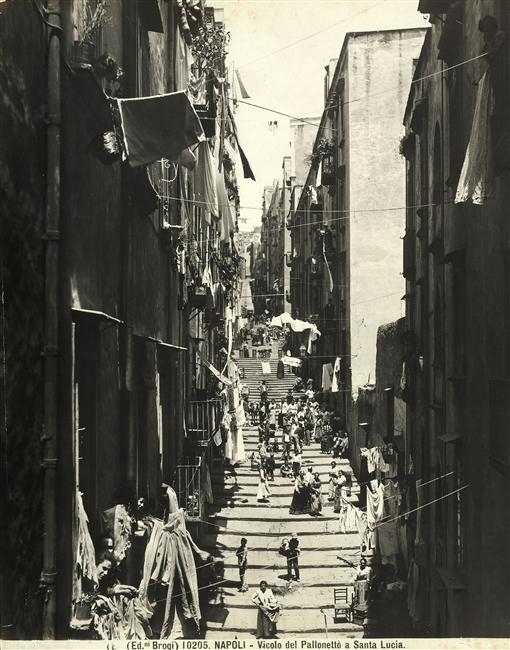
کوچهٔ پلکانی مشهور del Pallonetto در منطقهٔ باستانی سانتالوسیا در شهر ناپل، ۱۹۲۵

از سال ۱۸۶۰ تاریخ شهر ناپل به شدت با تاریخ جمهوری ایتالیا گره خورده. در ۷ سپتامبر ۱۸۶۰ جوزپه گاریبالدی پس از غلبه بر جنوب ایتالیا وارد ناپل شد و در ۲۱ اکتبر ۱۸۶۰ مردم ناپل با یک اکثریت غالب در یک همه‌پرسی تعیین کردند که ناپل به حکومت تازه تأسیس شمالی به نام پادشاهی ایتالیا که تقریباً تمام سرزمین‌های ایتالیای امروزی را با هم متحد ساخته بود و تا پس از جنگ جهانی دوم یعنی ۱۹۴۶ نظام سیاسی و حاکم بر ایتالیا بود، ملحق شوند. فرانچسکو دوم، آخرین پادشاه بوربون‌ها در ناپل پس از آن به یکی از دژهای شهر گریخت اما در ۱۳ فوریه ۱۸۶۱ تسلیم شد و سپس به‌طور رسمی از سمت خود عزل گشت.

ناپلی‌ها پس از آن هویت خود را با دولت جدید ایتالیا شناختند، دولتی که مرکز قدرت آن در سرزمین‌های غریبه و خارجی شمالی بود. بسیاری از پروژه‌های نوسازی و توسعه و قوانین اجتماعی دولت مرکزی غالباً به شمال کشور سود رساند و در آنجا به اجرا درآمد در حالی که جنوب تحت فشارهای نا شدیدی از قبیل سیاست‌های ناعادلانهٔ مالیاتی قرار داشت. اصلاحات اساسی که برای رفع مشکلات ناشی از زمامداری بوربون‌ها مثل اصلاحات ارضی، به اجرا در نیامد (البته تا حدودی به دلیل دخالت زمین داران بزرگ جنوب). حکومت تنها موفق شد به یک فرم واحد برای اتحاد سیاسی سرزمین‌ها برسد ولی در متحد کردن درونی سرزمین‌ها با هم و یکسان‌سازی آن‌ها شکست خورد. شمال در دههٔ اول پس از تشکیل پادشاهی ایتالیا رونق فزاینده‌ای در اقتصاد گرفت و به زودی توانست با کشورهای صنعتی اروپا ارتباط برقرار کند در حالی که جنوب در فقر و عذاب فرومی‌رفت. دلایل پیدایش تفاوت بارز بین جنوب و شمال ایتالیا که تا به امروز نیز ادامه دارد در همین قسمت از تاریخ ایتالیا نهفته‌است. ناپل نیز مانند دیگر کلان‌شهرهای جنوبی دارای خصوصیاتی در طول این دوران شد که مشخصهٔ شهرهای جنوب ایتالیاست، بروز پدیده‌هایی مانند فقر، جرم و جنایت، بازار سیاه و ساختارهای مافیایی که به بالاترین سطوح سیاسی و اقتصادی رسیدند را می‌توان مثال زد.

ناپل از لحاظ زیر ساختی و بهداشتی اوضاع بسیار وخیمی پیدا کرد و این شرایط قربانیان بسیاری گرفت. یکی از اتفاقات ناشی از این شرایط و بر اثر افرایش جمعیت فقرا به وجود آمد، اپیدمی وبا سال ۱۸۸۴ در ناپل بود.
بدنبال آن در سال ۱۸۸۵ قانونی (به ایتالیایی: Legge per il Risanamento delle città di Napoli) تصویب شد که به موجب آن تعمیر شهر آغاز شد و یک سیستم لوله‌کشی جدید آب آشامیدنی بهداشتی و شستشو برای شهر ایجاد شد و یک خیابان جدید در قسمت قدیمی شهر ساخته شد.
در اوایل قرن بیستم پروژه‌های اقتصادی و صنعتی در ناپل شروع شد که به دلیل فقدان منابع و زیربناها محکوم به شکست شدند که در نتیجهٔ آن موج مهاجرتی در آن سال‌ها به سمت شمال ایتالیا، آرژانتین و از همه بیشتر ایالات متحده آغاز شد.

### فاشیسم

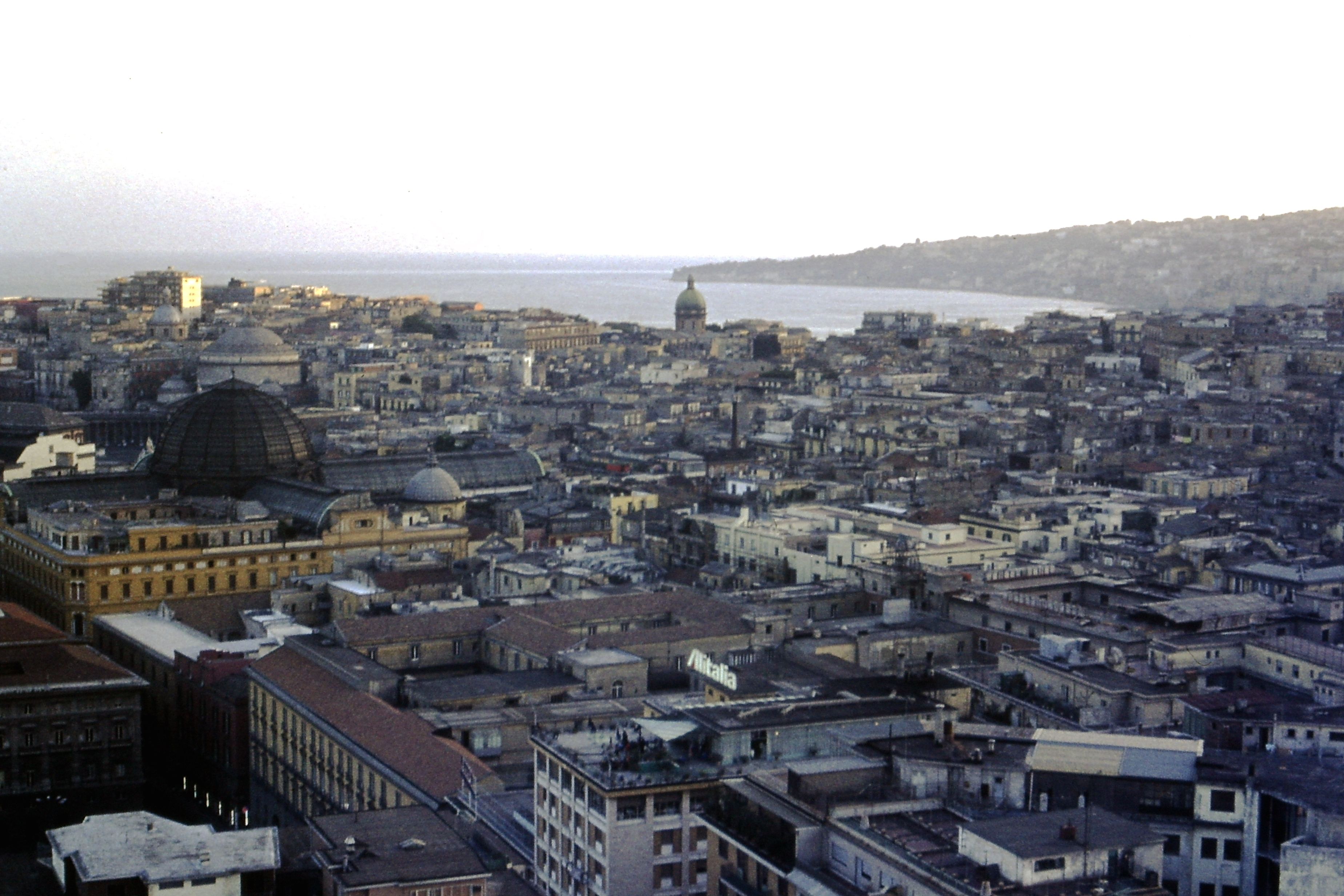
ناپل، سال ۱۹۷۳

در شرایطی که برای جنوب ایتالیا به وجود آمده بود به وضوح فاشیسم پیروان بیشتری نسبت به شمال ایتالیا در آنجا پیدا کرد. در سال ۱۹۲۲ کمی قبل از روی کار آمدن موسولینی (به ایتالیایی: marcia su Roma) در ناپل یک کنفرانس بزرگ فاشیسم برگزار شد. مشکلات جنوب ایتالیا پس از به قدرت رسیدن موسولینی ابتدا به خاطر آرمان‌های امپریالیستی فاشیسم و بعداً به دلیل جنگ دوم جهانی عملاً نادیده گرفته شدند. در ۱۹۳۸ آدولف هیتلر برای بازدید از شهر ناپل و دیدار با موسولینی به ناپل سفر کرد.

در طول جنگ جهانی دوم شهر توسط نیروی هوایی آمریکا از ۴ دسامبر ۱۹۴۲ تا سال ۱۹۴۳ بمباران شد. در طول اینحملات هوایی حدود ۱۹۰۰ نفر جان خود را از دست دادند. مراکز صنعتی، ایستگاه راه‌آهن مرکزی و بندر اهداف اصلی این حملات بودند اما بسیاری خانه و همچنین چندین کلیسا کاملاً تخریب شدند.
پس از برکناری و حبس موسولینی در ۱۹۴۳، ناپل در سپتامبر همان سال توسط ورماخت اشغال شد ولی ناپلی‌ها در مدت زمان کمی آن‌ها را بیرون راندند. در ۲۷ سپتامبر جنگ‌های شهری و چریکی خانه به خانه در برابر نازی‌ها به ثمر نشست و ساکنان شهر خود توانستند با اتکا به توانایی‌های خود در ۱ اکتبر ۱۹۴۳ شهر را آزاد کنند و اشغالگران را از شهر بیرون رانند. ورماخت خانه‌های بسیاری را مین‌گذاری کرد و سیستم تصفیهٔ آب شهر را به کلی تخریب نمود. در سال ۱۹۴۴ حملات هوایی دیگری به شهر انجام شد که اینبار توسط نیروی هوایی آلمان نازی (به آلمانی: Luftwaffe (Wehrmacht)) صورت گرفت.

### پس از جنگ جهانی دوم
اشغال ناپل توسط نیروهای نظامی آمریکایی برای ناپل برای مدت کوتاهی رفاهی نسبی را به دنبال داشت. البته نیازهای سربازان آمریکایی و در نتیجه نرخ مطلوب دلار زمینه‌ساز خوبی برای شکل‌گیری بازار سیاه و همچنین قدرت‌گیری دوبارهٔ مافیای ناپل بود. در همه‌پرسی سال ۱۹۴۶ در بارهٔ شکل حکومتی آیندهٔ ایتالیا، ساکنان ناپل و جنوب ایتالیا در برابر اکثریت کشور که به جمهوری رأی داده بودند، خواستار باقی‌ماندن نظام پادشاهی بر ایتالیا بودند. پس از تأسیس جمهوری ایتالیا یک حقوقدان و سیاستمدار مشهور اهل ناپل به نام انریکو دنیکولا به عنوان اولین رئیس جمهور ایتالیا برگزیده شد ولی در اولین دههٔ تأسیس جمهوری نوپای ایتالیا هیچ گام مهمی در جهت رفع مشکلات اساسی و شدید شهر برداشته نشد. این مسئله باعث به وجود آمدن موج‌های جدیدی از مهاجرت‌ها به شمال ایتالیا، ایالات متحده و آلمان که کشوری در حال شکوفایی اقتصادی و رشد فزاینده بود، شد. اگرچه که دولت مرکزی جهت رفع مشکلات جنوب ایتالیا صندوق حمایت از جنوب
را تشکیل داد،
اما مقادیر هنگفتی از یارانه‌هایی که برای بازسازی جنوب اختصاص داده شده بود ناپدید شدند، بدون اینکه در پروژه‌ای بکار رفته یا در جایی سرمایه‌گذاری شوند.
در میانهٔ قرن بیستم میلادی، ناپل یک در هم آمیختگی بی‌مثال از اقتصاد، سیاست و مافیا را تجربه کردو نام شهر به سمبل فساد سازمان یافته، ساختارهای غیرقانونی مالی و ثروت‌های نامشروع تبدیل شد. در سال ۱۹۸۰ یک زمین لرزهٔ بزرگ در استان کامپانیا باعث کشته شدن ۲۹۱۴ نفر شد.
و در نتیجه ناپل با مشکلی جدید به نام مهاجرت بی‌خانمان‌ها مواجه شد.

### دگرگونی احزاب و تأثیرات آن بر ناپل
همزمان با سراسر ایتالیا در سال ۱۹۹۲ در پروسهٔ نوسازی، شرایط برای ناپل نیز دستخوش تغییرات شد. دوران فساد مقامات محلی به پایان رسید، در سال ۱۹۹۳ آنتونیو باسولینو از یک ائتلاف چپ میانه به نام  له اولیوو
به سمت شهردار ناپل برگزیده شد. در دوران ریاست او بر شهرداری ناپل که تا سال ۲۰۰۱ به طول انجامید، ناپل یک توسعه و رشد سریع و بی‌وقفه را تجربه کرد. با فساد نهادینه در ناپل به صورت سازمان یافته مبارزه شد، نفوذ مافیا در دستگاه‌ها مسدود شد و اصلاحات ساختاری و مرمت‌های شهری اجرا شد. در سال ۱۹۹۴ ناپل به عنوان محل برگزاری نشست گروه هشت انتخاب شد و در سال ۱۹۹۵ قسمت قدیمی شهر
بعنوان میراث جهانی یونسکو به ثبت رسید. در انتخابات بعدی او توانست ۷۳ درصد رأی بدست بیاورد. از سال ۲۰۰۱ تا ۲۰۱۱ روزا روسو اروولینو
از حزب دموکرات ایتالیا
با کسب ۵۲٫۱ درصد از آرا در اولین دوره و ۵۷ درصد در دومین دوره شهردار ناپل بود.

## سیاست و اقتصاد

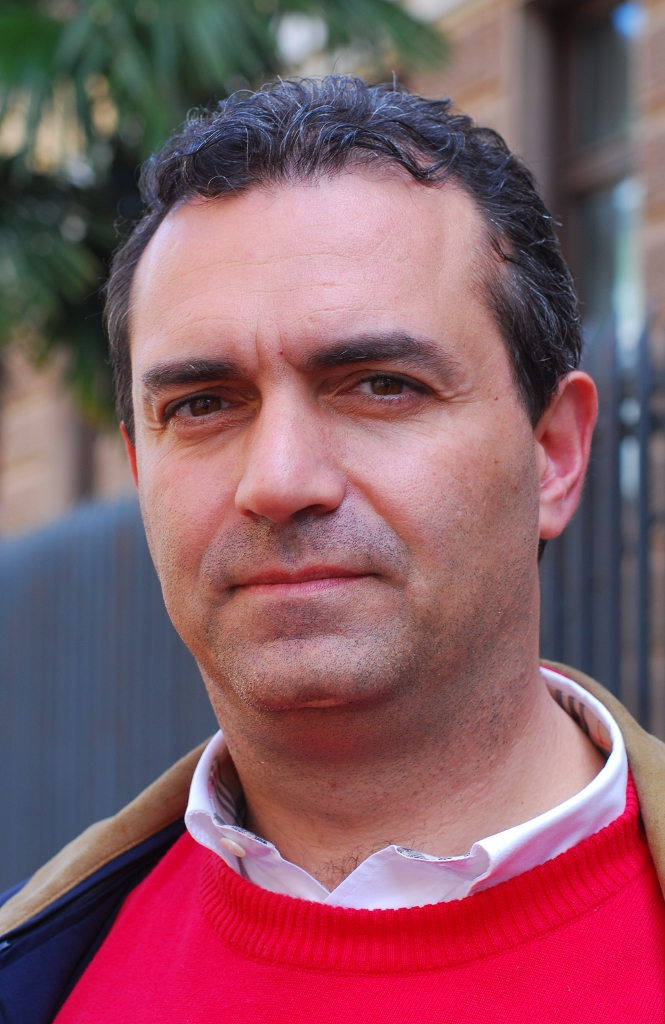
لوئیجی د ماجیستری شهردار کنونی ناپل

در ماه مه ۲۰۱۱ لوئیجی د ماجیستری، دادستان و مبارزه‌کننده علیه مافیا به عنوان کاندیدای حزب ائتلافی چپ لیبرال ایتالیا و به رهبری حزب Italia dei Valori پا به عرصهٔ انتخابات محلی ناپل گذاشت. وی که از سال ۲۰۱۱ عهده‌دار سمت شهردار ناپل است
و قبل از آن در سال ۲۰۰۹ در رای‌گیری پارمان اروپا به عنوان عضو پارلمان انتخاب شده بود،
در انتخابات رقیب خود را که نمایندهٔ حزب شهردار سابق خانم روزا روسو اروولینو بود را پشت سر گذاشت و همراه با کاندیدای ائتلاف راست میانه به دور دوم انتخابات راه یافت. تم اصلی مبارزات انتخاباتی او مشکل زباله‌های شهری ناپل بود که از سوی حزب حاکم سابق گامی در جهت رفع این مسئله برداشته نشده بود.
در این انتخابات او توانست با کسب ۶۵ درصد آرا به خود پیروز نهایی میدان شود و زمام امور را برای چهار سال بدست گیرد و در شورای شهر نیز ائتلاف او توانست ۲۵ کرسی از ۴۵ کرسی را بدست آورد.

لوئیجی د ماجیستری به دلیل بر عهده داشتن چندین پروندهٔ مهم دربارهٔ فساد سیاستمداران در ایتالیا بسیار مشهور شد.

### اقتصاد و کسب وکار

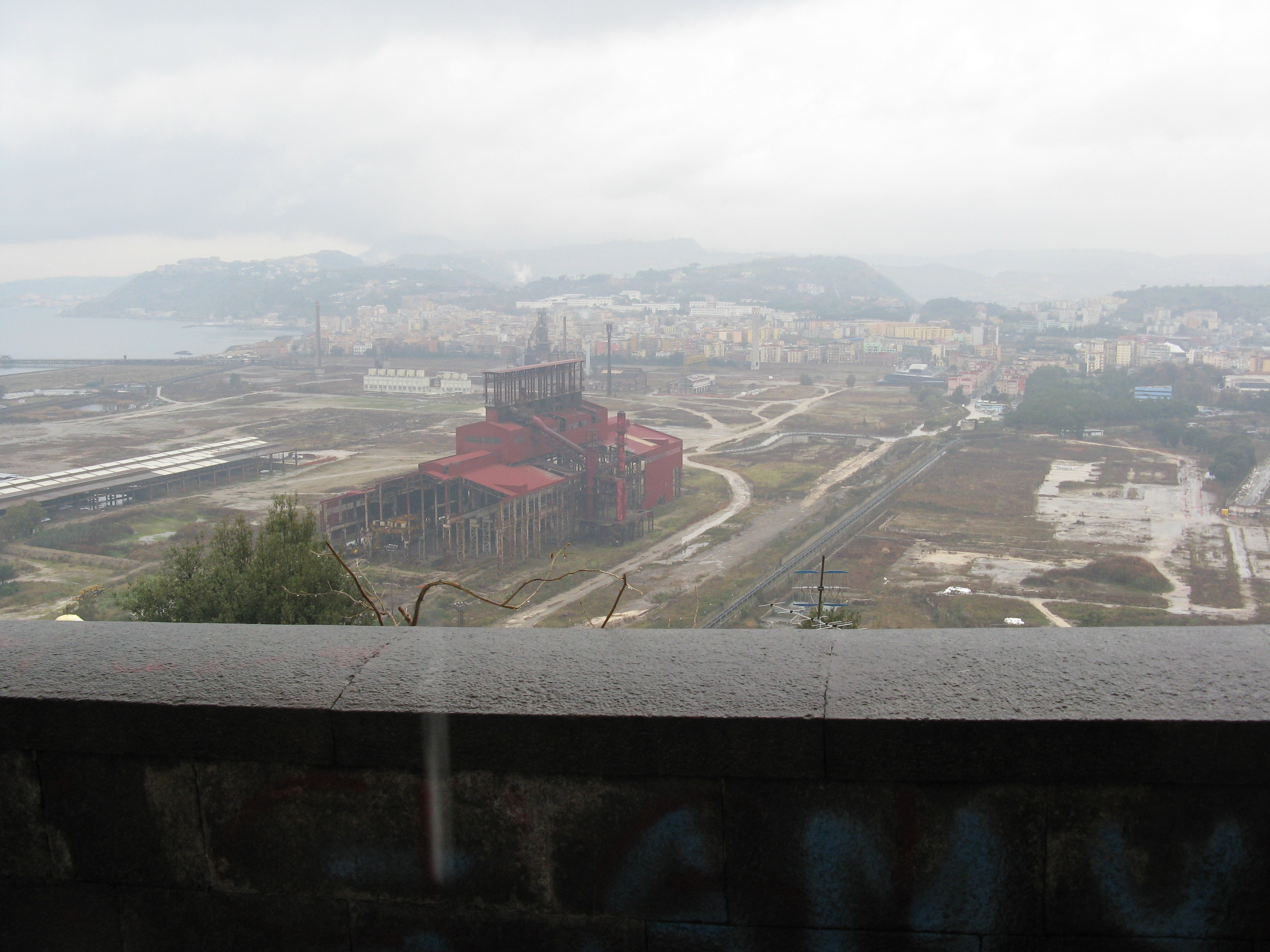
نمایی از کارخانهٔ متروک فولاد ناپل در سال ۲۰۱۲

ساختار اقتصادی شهر به‌طور سنتی از کارگاه‌های کوچک، مغازه‌ها و فرشگاه‌های بیشمار و کارگاه‌های صنایع دستی تشکیل شده. در سال ۲۰۰۵، اتاق بازرگانی ناپل، در ناپل ۲۶۴۹۵۶ واحد تجاری را به ثبت رساند. از کل این شرکت‌ها تنها ۵۲ عدد بیش از ۲۰۰ کارمند و فقط ۱۲ عدد بیش از ۵۰۰ کارمند دارد؛ در حالیکه ۵۴ درصد از آن‌ها کمتر از ۲۰ نفر را در استخدام خود دارند. بر این اساس در سال ۲۰۱۰ میزان تراکم شرکت‌ها در ناپل برابر بود با: ۱۰۸ شرکت برای هر هزار نفر.

یک شاخص اقتصادی، وضعیت مشاغل را در حوزهٔ خدماتی در بخش‌های خدمات املاک، ادارات، خدمات مالی و بازرگانی خوب و در حوزه‌های تولیدی ضعیف نشان می‌دهد. کارخانهٔ تولید فولاد ناپل نیز از سال ۱۹۹۰ تعطیل شده. بندر ناپل اما در مقابل هم از لحاظ بازرگانی و هم از لحاظ استفاده‌های شخصی رونق بین‌المللی دارد.
به‌طور کلی قدرت اقتصادی ناپل نسبت به جمعیت آن ضعیف دیده می‌شود، در سال ۲۰۰۵ ناپل در میان ۱۰۳ شهر اصلی ایتالیا در یک مقایسهٔ ملی در مکان ۹۲ جای گرفت.
بویژه بیکاری جوانان یکی از مشکلات اساسی شهر است. آمار بیکاری میان جوانان بین سنین ۱۵ تا ۲۴ سال در سال ۲۰۱۰ در ناپل ۴۲٫۷ درصد بود که این رقم از میانگین کل ایتالیا نیز با ۲۷٫۸ درصد بسیار بیشتر است.
البته ناپل به لطف وسعت و جمعیتش هنوز جزء مراکز مهم اقتصادی ایتالیا به‌شمار می‌رود.

### گردشگری
در حوزهٔ گردشگری ناپل با یک رشد فزاینده روبروست. در سال ۱۹۹۰ حدود ۵۵۰۰۰۰ نفر در هتل‌ها و مسافر خانه‌های ناپل وارد شدند. این رقم در سال ۲۰۰۷ به ۸۰۰۰۰۰ و در سال ۲۰۰۹ به حدود ۹۰۰۰۰۰ نفر رسید.

## مترو
متروی ناپل در سال ۱۹۹۳ تأسیس شده و هم‌اکنون دارای ۳ خط و ۳۰ ایستگاه می‌باشد.

## ورزش

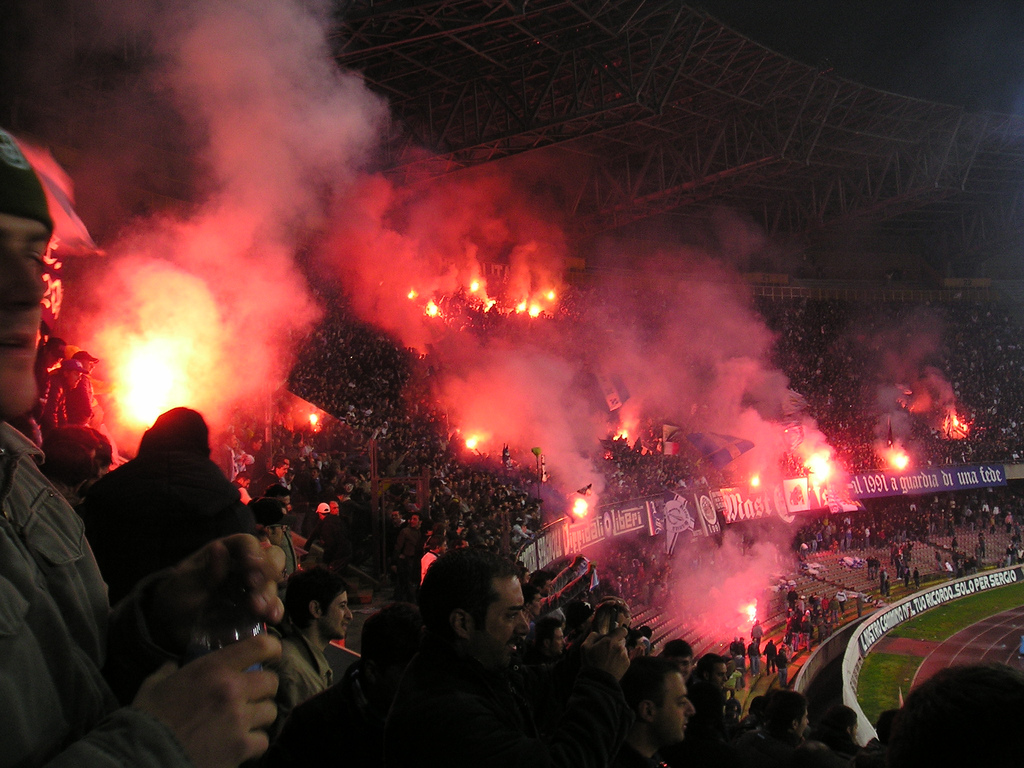
جایگاه مخصوص اولتراهای ناپولی در دیگو آرماندو مارادونا

شهر ناپل، خانهٔ باشگاه قدیمی ناپولی است. باشگاه ریشه‌ای بسیار عمیق در شهر و فرهنگ شهری ناپل دارد و هوادارانش بی‌قید و شرط و پرشور از تیمشان در تمامی شرایط حمایت می‌کنند تا آنجاییکه می‌توان جایگاه این تیم نزد هوادارانش را با جایگاه تیم بارسلونا در میان هوادارانش در شهر بارسلون مقایسه کرد.
این تیم با لقب آبی‌های روشن یا به زبان ایتالیایی آتزوری
شناخته می‌شود. ورزشگاه خانگی این تیم، استادیوم دیگو آرماندو مارادونا با گنجایش کنونی ۶۰۲۴۰ نفر می‌باشد.  دیگو آرماندو مارادونا پس از ورزشگاه سن سیرو شهر میلان و المپیک رم سومین ورزشگاه بزرگ ایتالیاست. در زمان گشایش در سال ۱۹۵۹ این ورزشگاه ۸۰۰۱۲ نفر گنجایش داشت که در گذر زمان و پس از بازسازی‌های متعدد به میزان فعلی کاهش یافت.

ناپولی در سال‌های ۱۹۸۷ و ۱۹۹۰ با کمک دیگو مارادونا، اسطورهٔ آرژانتینی دنیای فوتبال که از سال ۱۹۸۴ تا ۱۹۹۱ در این تیم بازی کرد و هنوز نیز در نزد هواداران ناپولی شدیداً محبوب است،
دو بار به مقام قهرمانی سری آ دست یافته که دوران طلایی و بزرگترین موفقیت این باشگاه در سطح ملی به‌شمار می‌رود. همچنین ناپولی چهار بار برندهٔ جام حذفی ایتالیا یک بار سوپر جام ایتالیا شد و در سال ۱۹۸۹ قهرمان جام یوفا گشت.
این تیم در سال ۲۰۰۴ دچار ورشکستگی شد
اما با بدست آوردن یک جام حذفی ایتالیا و راه یافتن تیم زیر ۱۶ ساله‌های ناپولی به یک‌هشتم نهایی لیگ قهرمانان اروپا در سال ۲۰۱۲، دوباره به سطح اول فوتبال ایتالیا بازگشت.

از مشهورترین و قدرتمندترین تیم‌های باشگاهی واتر پولوی جهان می‌توان یه تیم سی ان پوسیلیپو ناپل اشاره کرد که قهرمانی‌های متعدد داخلی و بین‌المللی را کسب کرده که آن از جمله می‌توان به قهرمانی در لیگ قهرمانان واتر پولو اروپا در سال‌های ۱۹۹۶، ۱۹۹۷ و ۲۰۰۵ اشاره کرد.
در سال ۲۰۱۲ جام قایق‌های بادبانی آمریکنزکاپ
در سواحل ناپل برگزار شد.
در ژوئن ۲۰۱۲ به‌طور رسمی اعلام شد که تور دوچرخه سواری ایتالیا
پس از ۵۰ سال دوباره از ناپل آغاز خواهد شد.
در سال ۲۰۰۹ نیز دومین مرحلهٔ مهم این تور دوچرخه سواری در ناپل برگزار شد.

## شخصیت‌ها

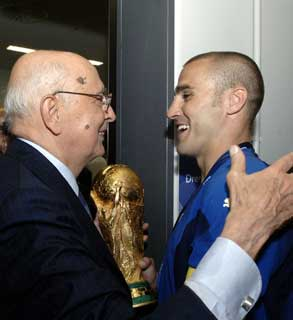
فابیو کاناوارو و جورجو ناپولیتانو، رئیس جمهور ایتالیا، پس از قهرمانی ایتالیا در جام جهانی ۲۰۰۶

امروزه در ناپل در کنار نام پادشاهان بزرگ و قدیسان، قبل از همه از بازیکنان مشهور باشگاه ناپولی که محبوبیت بسیار بالایی نزد شهروندان و هواداران دارند، به عنوان شخصیت‌های مشهور در ناپل نام برده می‌شود. می‌توان از فابیو کاناوارو که مدافع سال‌های نه چندان دور باشگاه‌های بزرگ اروپا همچون میلان، یوونتوس و رئال مادرید و همچنین تیم ملی ایتالیا بود به عنوان یک ناپلی نام برد.
سوفیا لورن، بازیگر مشهور سینمای هالیوود و برندهٔ دو جایزهٔ اسکار اصلیتی ناپلی دارد و در ناپل بزرگ شده‌است.
باد اسپنسر، مشهور به پاگنده، کمدین مطرح دهه‌های ۷۰ و ۸۰ میلادی در هالیوود، از خانواده‌ای ناپلی در ناپل متولد شده و تا سنین نوجوانی در آن شهر زندگی می‌کرد.
همچنین کمدین، بازیگر سینما و شاعر و ترانه‌سرای مشهور ایتالیایی توتو، که در ایتالیا او را از شاخص‌ترین بازیگران کمدی ایتالیایی در قرن بیستم می‌دانند اصلیتی ناپلی دارد.

از جمله فیلسوفان مشهور اهل ناپل می‌توان به بندیتو کروچه و جوردانو برونو اشاره کرد. دومنیکو اسکارلاتی آهنگساز مشهور ایتالیایی نیز متولد شهر ناپل بوده همچنین ادواردو بناتو، خواننده و آهنگساز پاپ ایتالیایی نیز زادهٔ این شهر است. جورجو ناپولیتانو سیاست‌مدار و سناتور مادام‌العمر سابق ایتالیایی و همچنین رئیس‌جمهور یازدهم و فعلی این کشور که نخستین کسی بود که از حزب کمونیست ایتالیا به مقام ریاست جمهوری این کشور رسید همان‌طور که از نام فامیل او مشخص است یک ناپلی است.

## اقلیم

### زمین‌شناسی
ناپل در کنار یک خلیج کوچک به نام خلیج ناپل با طول حدود ۳۰ کیلومتر واقع شده که دهانه‌ای در حدود ۱۳ کیلومتر دارد. این دهانه توسط حدود ۴۰ دهانهٔ آتشفشانی کوچک و بزرگ شکل داده شده که معروفترین آن‌ها سولفاتارا نامیده می‌شود. این دهانه در کوهی معروف به نام مونته نووو و به معنای کوه نو وجود دارد. این کوه نام خود را به این دلیل کسب کرده که در ۱۵۳۸ در مدت کوتاهی نزدیک به چندین روز توسط گدازه‌های آتشفشانی به وجود آمد.
در سمت دیگر ناپل همچنین یکی از معروفترین و خطرناکترین آتشفشان‌های جهان وجود، نام این کوه آتشفشانی وزوو است. این کوه حدود ۱۷۰۰۰ سال سن و ۱۲۸۱ متر ارتفاع دارد. این کوه شامل یک کو آتشفشانی است که به دلیل نزدیکی بسیار زیاد به محل مسکونی یکی از خطرناکترین کوهای آتشفشانی جهان به‌شمار می‌رود. این آتشفشان، آخرین بار در ۱۹۴۴ و در هنگام ورود نیروهای آمریکایی فوران کرد.

### آثار تاریخی و گردشگری

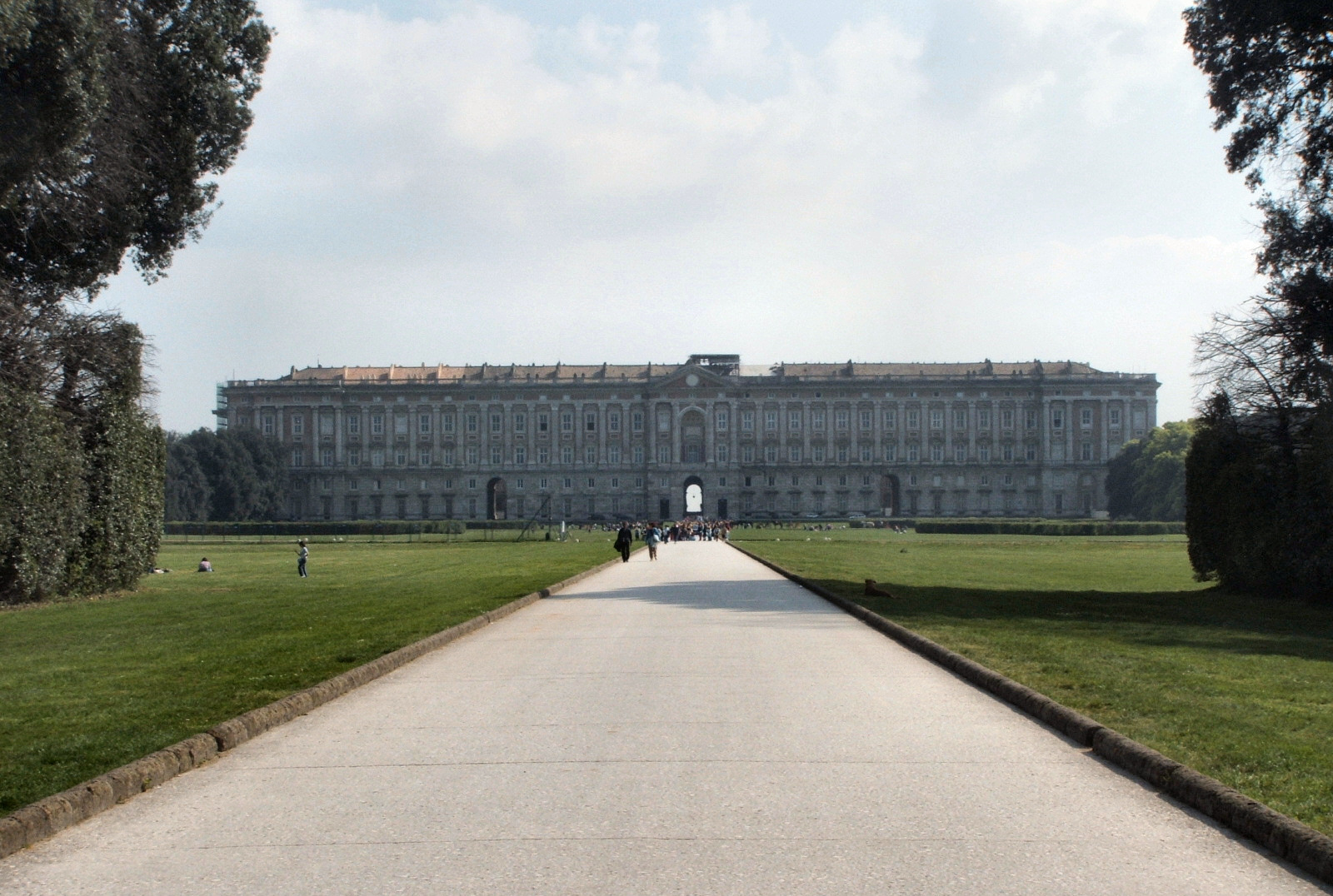
نمایی از کاخ کاسیرتا

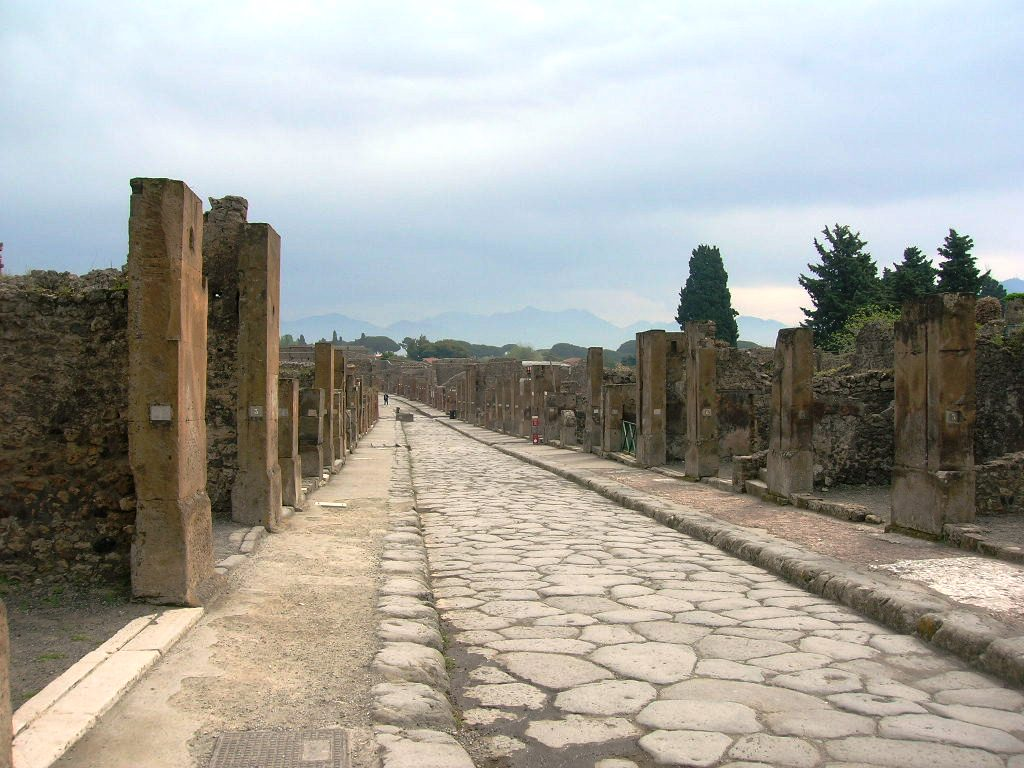
خیابانی در پمپی

در غرب ناپل علاوه بر مناظر زیبایی از کوه‌های آتشفشان، روستاها و مکان‌های دیدنی و ارزشمندی واقع شده که در آن‌ها حفاری‌های باستان‌شناسی صورت گرفته که مربوط به دوران روم باستان و یونان باستان است. از مهم‌ترین این مکان‌ها می‌توان به کومای، پوتزولی و سانتا ماریا کابوا فیتیری اشاره کرد. همچنین در خلیج ناپل ۳ جزیره واقع شده که معروفترین آن‌ها می‌تواند جزیرهٔ کاپری باشد، این جزیره دارای آثار باستانی مشهور از دوران روم و یونان باستان، حمامهای آب گرم طبیعی و هتلهای مدرن و مجلل در کنار ساحل است.
در ۴۰ کیلومتری شمال ناپل یکی از بزرگترین و مجلل‌ترین کاخهای اروپا واقع شده که کاخ کاسیرتا نام دارد. این کاخ محل اقامت پادشاه بوده و در سدهٔ ۱۸ میلادی میلادی بنا شده و به عنوان میراث جهانی یونسکو به ثبت رسیده. همچنین روی یک جزیره سنگی که توسط گذرگاهی به شهر متصل شده قلعه دل اوو متعلق به سدهٔ دوازدهم میلادی واقع شده و در بندرگاه نیز قلعه‌ای متعلق به سدهٔ سیزدهم میلادی به نام قلعه نوو خود نمایی می‌کند. بالای تپه‌ای رو به شهر نیز قلعهٔ دیگری متعلق به سدهٔ چهاردهم به نام قلعه سنت المو به چشم می‌خورد.
وزوو در سال ۷۹ میلادی فوران کرد و شهرهای اطراف خود را در زیر خاکستر مدفون ساخت. به این دلیل شهرهایی مثل هرکولانیوم و به خصوص پمپی که نمونه‌هایی اصیل از معماری رومی به‌شمار می‌روند به‌طور باور نکردنی سالم مانده‌اند و سالانه حدود ۲ میلیون بازدیدکننده دارند. در فاصلهٔ حدود یکساعته (بوسیلهٔ خودرو) در جنوب شهر ناپل،  ساحل آمالفی (به ایتالیایی: Costiera amalfitana) واقع شده‌است که یک ساحل بسیار زیبا، تاریخی و توریستی و جزو زیباترین سواحل جهان به‌شمار می‌رود این ساحل در ۱۹۹۷ در فهرست میراث جهانی یونسکو به ثبت رسید.

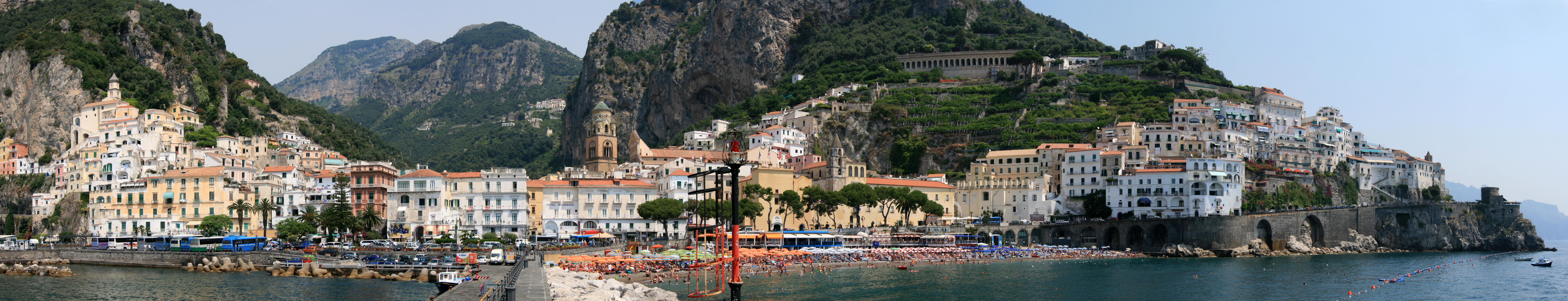
نمایی از "ساحل آمالفی"

### آب و هوا
آب و هوای ناپل را می‌توان به سادگی آب و هوای مدیترانه‌ای نامید. زمستان‌هایی با باران‌های زیاد و ملایم همچنین تابستان‌های گرم و خشک در حالی که دمای بالای تابستان توسط لایه‌های جوّی دریا ملایم تر می‌شود را می‌توان از مشخصه‌های بارز ناپل و اکثر مناطق مدیترانه‌ای نامید.
|                  | ژانویه | فوریه | مارس | آوریل | مه   | ژوئن | ژوئیه | اوت  | سپتامبر | اکتبر | نوامبر | دسامبر |   |      |
| دمای بیشینه (°C) | ۱۲٫۵   | ۱۳٫۲  | ۱۵٫۲ | ۱۸٫۲  | ۲۲٫۶ | ۲۶٫۲ | ۲۹٫۳  | ۲۹٫۵ | ۲۶٫۳    | ۲۱٫۸  | ۱۷٫۰   | ۱۳٫۶   | Ø | ۲۰٫۵ |
| دمای کمینه (°C)  | ۳٫۸    | ۴٫۳   | ۵٫۹  | ۸٫۳   | ۱۲٫۱ | ۱۵٫۶ | ۱۸٫۰  | ۱۷٫۹ | ۱۵٫۳    | ۱۱٫۶  | ۷٫۷    | ۵٫۱    | Ø | ۱۰٫۵ |
|                  |        |       |      |       |      |      |       |      |         |       |        |        |   |      |
| بارش (mm)        | ۹۳     | ۸۲    | ۷۵   | ۶۷    | ۴۵   | ۴۶   | ۱۶    | ۱۹   | ۷۱      | ۱۳۰   | ۱۱۴    | ۱۳۷    | Σ | ۸۹۵  |
|                  |        |       |      |       |      |      |       |      |         |       |        |        |   |      |
| طول روز (ساعت)   | ۳٫۷    | ۴٫۴   | ۵٫۱  | ۶٫۳   | ۷٫۹  | ۹٫۳  | ۱۰٫۱  | ۹٫۵  | ۷٫۸     | ۶٫۱   | ۴٫۲    | ۳٫۴    | Ø | ۶٫۵  |
|                  |        |       |      |       |      |      |       |      |         |       |        |        |   |      |
| روزهای بارانی    | ۱۰     | ۱۰    | ۱۰   | ۹     | ۶    | ۴    | ۲     | ۴    | ۶       | ۸     | ۱۱     | ۱۱     | Σ | ۹۱   |
|                  |        |       |      |       |      |      |       |      |         |       |        |        |   |      |
| دمای آب (°C)     | ۱۴     | ۱۳    | ۱۳   | ۱۵    | ۱۸   | ۲۱   | ۲۴    | ۲۵   | ۲۳      | ۲۱    | ۱۸     | ۱۶     | Ø | ۱۸٫۴ |
|                  |        |       |      |       |      |      |       |      |         |       |        |        |   |      |
| رطوبت (٪)        | ۷۳     | ۷۳    | ۷۱   | ۷۲    | ۷۱   | ۶۷   | ۶۵    | ۶۶   | ۶۹      | ۷۱    | ۷۵     | ۷۶     | Ø | ۷۰٫۷ |

| ۳٫۸ |

| ۴٫۳ |

| ۵٫۹ |

| ۸٫۳ |

| ۱۲٫۱ |

| ۱۵٫۶ |

| ۱۸٫۰ |

| ۱۷٫۹ |

| ۱۵٫۳ |

| ۱۱٫۶ |

| ۷٫۷ |

| ۵٫۱ |

| ۳٫۸ |

| ۴٫۳ |

| ۵٫۹ |

| ۸٫۳ |

| ۱۲٫۱ |

| ۱۵٫۶ |

| ۱۸٫۰ |

| ۱۷٫۹ |

| ۱۵٫۳ |

| ۱۱٫۶ |

| ۷٫۷ |

| ۵٫۱ |

| بارش | ۹۳     | ۸۲    | ۷۵   | ۶۷    | ۴۵ | ۴۶   | ۱۶    | ۱۹  | ۷۱      | ۱۳۰   | ۱۱۴    | ۱۳۷    |
|      | ژانویه | فوریه | مارس | آوریل | مه | ژوئن | ژوئیه | اوت | سپتامبر | اکتبر | نوامبر | دسامبر |

### تقسیمات کشوری
تا ۱۹۲۵ محدودهٔ شهری ناپل شامل ۵۲ کیلومتر مربع می‌شد. در نوامبر ۱۹۲۵ شهرداری‌های چهار ناحیهٔ دیگر به ناپل افزوده شد. با تصویب یک قانون در ژوئن ۱۹۲۶ چهار منطقهٔ دیگر به ناپل اضافه شد. با افزوده شدن این نواحی با مجموع ۱۱۶۶۳۹ نفر ساکن، مساحت ناپل با ۱۱۷ کیلومتر مربع به دوبرابر افزایش یافت؛ و جدیدترین بخش در ۱۹۸۵ به ناپل افزوده شده.
در مجموع شهر به ۳۰ بخش و ۱۰ شهرداری تفسیم می‌شود که عبارتند از:
| شهرداری منطقهٔ ۱  | ۱. سن فردیناندو، ۲. چیایا و ۱۵. پوسیلیپو                                              |  |
| شهرداری منطقهٔ ۲  | ۳. سن جوزپه، ۴. مونته کاروالیو، ۵. آووکاتا، ۱۰. مرکاتو، ۱۱. پندینو و ۱۲. پورتو (ناپل) |  |
| شهرداری منطقهٔ ۳  | ۶. استلا و ۷. سن کارلو                                                                |  |
| شهرداری منطقهٔ ۴  | ۸. ویکاریا، ۹. سن لورنزو (ناپل)، ۱۶. پوگیو رئاله و ۱۷. منطقهٔ صنعتی                    |  |
| شهرداری منطقهٔ ۵  | ۱۳. وومرو و ۱۴. آرنلا                                                                 |  |
| شهرداری منطقهٔ ۶  | ۲۸. پونتیکلی، ۲۹. بارا (ناپل) و ۳۰. سن جیووانی                                        |  |
| شهرداری منطقهٔ ۷  | ۲۴. میانو، ۲۵. سکوندیگلیانو و ۲۷. سن پیترو                                            |  |
| شهرداری منطقهٔ ۸  | ۲۲. چیایانو، ۲۳. پیکینولا و ۲۶. اسکامپیا                                              |  |
| شهرداری منطقهٔ ۹  | ۲۰. سوکاوو و ۲۱. پیانورا                                                              |  |
| شهرداری منطقهٔ ۱۰ | ۱۸. بگنولی و ۱۹. فوریگروتا                                                            |  |

## جمعیت‌شناسی

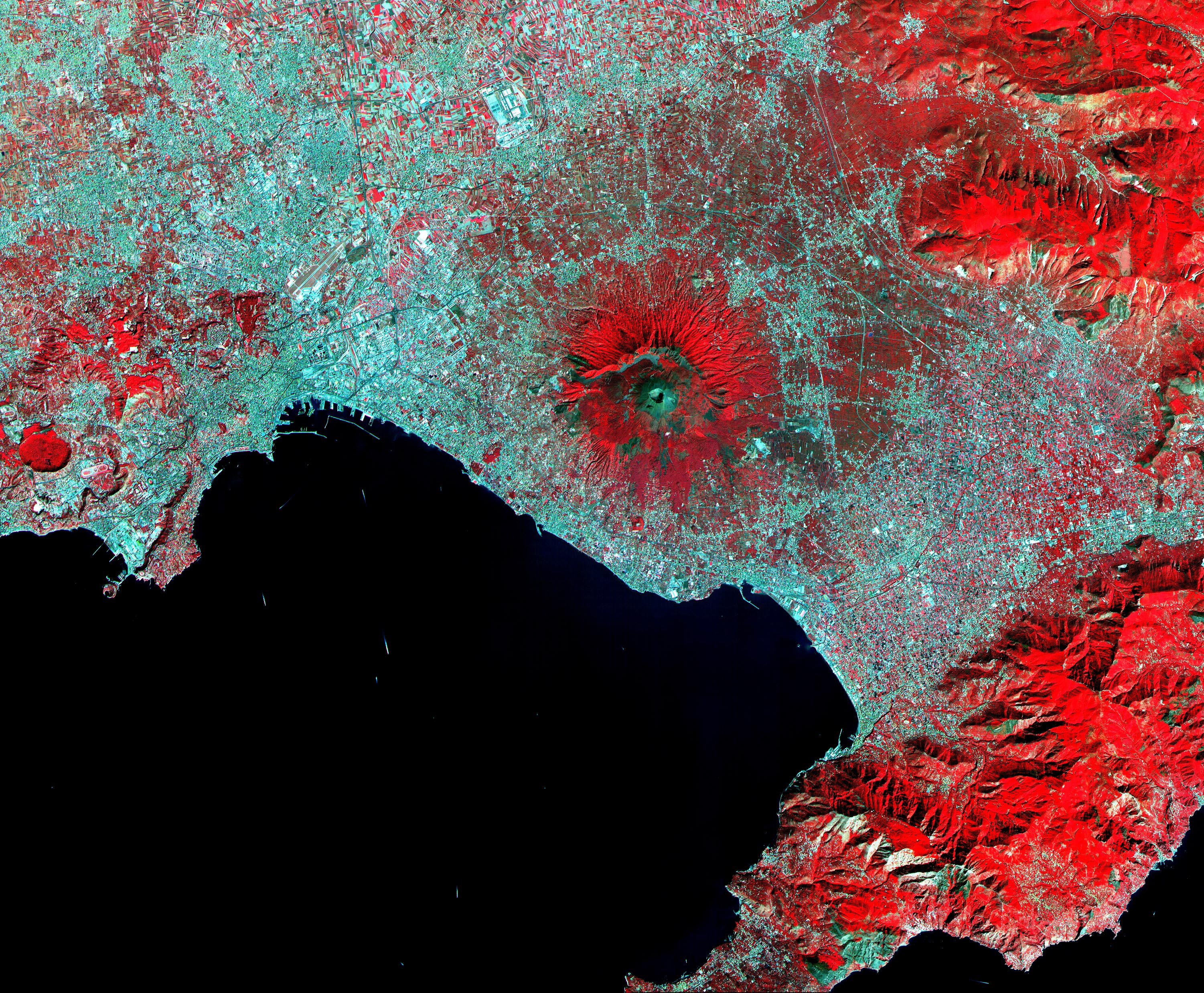
تصویر ماهواره‌ای از ناپل، مناطق قرمز خالی از سکنه هستند

### منطقهٔ شهری
منطقهٔ شهری ناپل متشکل است از شهر ناپل و تعداد متعددی شهرداری‌های مستقل دیگر. برای یک منطقهٔ اروپایی و یک شهر، جمعیت ناپل از استانداردها بالاتر است. بزرگی و مقدار جمعیت ناپل توسط انستیتوهای مختلف به صورت متفاوتی تعریف می‌شود و چیزی بین ۳٫۱ تا ۴٫۴ میلیون تخمین زده می‌شوند. (استان کامپانیا ۵٫۸ میلیون نفر ساکن دارد، و ناپل حدود ۱ میلیون)

### ساکنان
ناپل پس از رم با ۲٫۸ میلیون نفر و میلان با ۱٫۳ میلیون نفر جمعیت، سومین شهر پرجمعیت ایتالیاست و بزرگترین و پرجمعیت‌ترین شهر جنوب ایتالیا. تراکم جمعیت آن در سال ۲۰۰۱، ۸۵۶۶ نفر در کیلومتر مربع بود. در میلان این رقم ۶۹۰۰، رم ۱۹۸۲ و پالرمو ۴۳۲۲ بوده است.
جمعیت تا ۱۷۴۸ (هزار)
توسعهٔ جمعیت (هزار)

## خواهر خوانده‌های ناپل
- تونس، قفصه
- رومانی، سیگتو مرمتسیه
- رومانی، کلرش
- فلسطین، نابلوس
- مجارستان، بوداپست
- اسپانیا، مایورکا
- یونان، آتن
- کوبا، سانتیاگو
- ماداگاسکار، نوسی به
- ژاپن، کاگوشیما
- جمهوری آذربایجان، باکو
- برزیل، سالوادور
- بوسنی و هرزگوین، سارایوو
- هند، کلکته[۷۸][۷۹]